# Conway Springs
Conway Springs – miasto w Stanach Zjednoczonych, w stanie Kansas, w hrabstwie Sumner.